# 四精度浮點數
四精度浮点数(Quadruple-precision floating-point)是用来表示浮点数的一种资料型别，在计算机中占据128比特（16字节）大小，因此也称为float128或FP128。在 IEEE 754-2008 中，四精度浮点数格式的正式名称为 binary128。

## 格式
IEEE 754 标准将四精度浮点数指定为具有：
- 符号位：1位
- 指数部分：15位
- 尾数部分：112位 (由于省略了首位必定存在的“1”，实际上为113位)

的一种格式。符号位确定数字的符号，“0” 代表正数，“1” 代表负数。这种形式提供了 33 到 36 个有效十进制数字的精度。
四精度二进制浮点数使用偏移二进制表示进行编码，为了获得真指数，必须从存储的指数中减去 16383 的偏移量。另外指数位全为 0 或全为 1 的情况被保留用做特殊用途。

## 參閱
- IEEE二进制浮点数算术标准（IEEE 754）
- 浮点数